# Hot pot Kiroro
hot pot Kiroro（ほっと・ぽっと・きろろ）は、沖縄県出身デュオであるKiroroの2人がメインパーソナリティを務めたコミュニティーFM放送局（全国ネット）のラジオ番組である。

## 概要
2004年10月から放送を開始した。
番組は、全国のコミュニティーFM放送局を電話で繋ぎ、各局の人気パーソナリティやスタッフがその放送局のある自治体の地域情報、放送局の魅力などを全国に発信し、ふるさとの雰囲気をラジオを通して体験しようという企画である。
また、Kiroroの2人が毎月1つの童謡・唱歌・叙情歌を生演奏で披露するコーナーもあった。
2005年9月をもって、メンバー2人が育児休暇を取るため放送終了となった。

## ネットされていたコミュニティ放送局

### 北海道・東北
- ラジオカロスサッポロ
- FMわっぴ〜
- FMねむろ
- FMくしろ
- FM AZUR
- BeFM
- アップルウェーブ
- エフエムジャイゴウェーブ
- ラヂオもりおか
- 仙台ラジオ3
- FMじょんぱ
- FMいずみ
- ラジオ石巻
- ほほえみ
- エフエムゆ～とぴあ
- Vigo FM
- エフエム ポコ
- SEA WAVE FM いわき
- FM 愛'S
- 喜多方シティエフエム

### 関東
- エフエムかしま
- FM TARO
- FM OZE
- FMチャッピー
- FMうらら
- かつエフ
- FM SETAGAYA
- 調布FM
- MAGIC FM
- FMブルー湘南
- FM湘南ナパサ

### 中部
- FMピッカラ
- RADIO AGATT
- 富山シティエフエム
- ラジオ・ミュー
- エフエムとなみ
- Radioあいらんど
- FMぜんこうじ
- FMかるいざわ
- FMわっち
- FM Pipi
- Hits FM
- FMしみず マリンパル
- FMダンボ
- SHANANA!FM
- ポートウェイブ

### 近畿
- エフエムひこね
- ならどっとFM
- FMハイホー
- FM-HANAKO
- FMちゃお
- FMビーチステーション
- ハッピーFMいたみ
- FMみっきぃ

### 中国・四国
- レディオモモ
- エフエムくらしき
- FMななみ
- COME ON! FM
- FM NANAKO
- MAN de GAN815
- B-FM791
- エフエムラヂオバリバリ

### 九州・沖縄
- スターコーンFM
- ドリームスエフエム
- ほっとラジオ
- レインボーFM
- FMコザ
- FMたまん
- FMちゃたん

## おまけコーナー
最後の約10分間を「おまけコーナー」と称して、アーティストが不定期に登場することもあった。
- 2004年11月頃 - キセル（男性デュオ、サブタイトル「hot pot キセル」）
- 2005年5月、6月 - 坂本真綾（声優・歌手、サブタイトル「ループ ループ マーヤ」）
- 2005年8月、9月 - ハッチポッチ（中高生の男性5人組のポップスユニット）
このユニットは同番組終了後の2005年10月から「ハッチポッチのポッチラジ」にパーソナリティとして出演。

## 生ゲスト
- 2005年7月、番組初めての生ゲストとしてシンガーソングライター・永山尚太が出演。

## 放送事故
大阪府守口市のエフエムもりぐち（FM HANAKO）では、最終回を2005年9月30日に放送する予定だったが、1週前（9月23日）の放送内容が誤って再放送された。その為同日深夜（10月1日未明1:00）と、1日深夜（2日未明0:00）に改めて最終回が放送された。